# KDE
KDE е международна общност, която разработва свободен софтуер. Като централен хъб за разработка, KDE предоставя инструменти и ресурси, които позволяват съвместна работа по този вид софтуер. Добре познати продукти включват Plasma Desktop, KDE Frameworks, и редица мултиплатформени приложения като Amarok, digiKam, и Krita, които са проектирани да работят на Unix и Unix-подобни операционни системи, Microsoft Windows, и Android.

## История на проекта
KDE е основано през 1996 г. от Матияс Етрих, студент в Университета на Тюбинген.. По това време той е бил обезпокоен от някои аспекти на работния плот на Unix. Едно от притесненията му било, че нито едно от приложенията не изглеждало или не се държало еднакво. Според него, настолните приложения от онова време са били твърде сложни за крайните потребители. За да разреши проблема, Матияс предложил създаването на среда за работен плот, в която потребителите да очакват приложенията да бъдат последователни и лесни за използване. Първоначалната му публикация в Usenet предизвиква значителен интерес и така се заражда проектът KDE.
Името KDE било измислено като игра на думи от името на съществуващия Common Desktop Environment, наличен за Unix операционни системи.. CDE била потребителска среда, базирана на X11, разработена съвместно от IBM, HP и Sun Microsystems, чрез консорциума X/Open. Имала потребителски интерфейс и инструменти за продуктивност, базирани на  наборът инструменти  на библиотеката Motif.

## Основни приложения
- Ark – инструмент за работа с архиви
- Calligra – офис пакет
- Dolphin – файлов мениджър в KDE 4
- Elisa – музикален плейър
- Gwenview – преглед на изображения
- K3b – за обработка на оптични дискове
- Kate – текстов редактор
- KDE Connect – синхронизация и взаимодействие между устройства
- KDevelop – Integrated Development Environment (IDE)
- KMail – клиент за електронна поща
- Konqueror – уеббраузър и файлов мениджър
- Konsole – Терминален емулатор
- KRDC – клиент за отдалечен работен плот
- Krita – приложение за цифрово рисуване
- KTorrent – BitTorrent клиент
- NeoChat – клиент за Matrix чат
- Okular – Преглеждане на документи
- Skanlite – инструмент за сканиране
- Spectacle – инструмент за заснемане на екрана
- Tokodon – клиент за Mastodon

Неактивно разработвани приложения:
- Akregator – Четец на RSS/Atom емисии
- Amarok – аудио плейър
- Kaffeine – медиен плейър
- KMPlayer – медиен плейър
- Kopete – Клиент за моментални съобщения, чат
- KWrite – олекотен текстов редактор

## Структура
Текущата дистрибуция се състои от няколко основни компонента и групи пакети:
KDE FrameworksКолекция от библиотеки и компоненти, които предлагат функционалности за разработка на приложения
KDE PlasmaРаботна среда, включваща мениджър на прозорци, панел, системен трей и други компоненти
KDE ApplicationsКолекция от приложения, разработени и поддържани от KDE общността
KDE GearПериодично обновяван набор от приложения и инструменти за ежедневна употреба
KDE NeonДистрибуция, базирана на Ubuntu, предлагаща най-новите версии на KDE Plasma и KDE Applications
KDE PIMЛични информационни мениджъри като KMail, KOrganizer и Kontact
KDE EduОбразователни програми и инструменти
KDE GamesКолекция от игри
KDE MultimediaПрограми за възпроизвеждане и управление на мултимедийно съдържание
KDE GraphicsПрограми за работа с графични изображения и документи, като Gwenview и Okular
KDE UtilsПолезни програми като калкулатори, текстови редактори и други малки приложения
KDE SystemИнструменти за управление и настройка на системата
KDE SDKИнструменти и библиотеки за разработка на KDE приложения
KirigamiФреймуърк за разработка на адаптивни и мобилни приложения

## Факти и статистика
Кодът на KDE съдържа около 4 милиона реда, за сравнение ядрото на Линукс съдържа по-малко от 3,7. Повече от 800 разработчици подпомагат развитието на KDE. Екипът от преводачи се състои от около 300 души. KDE е преведена на приблизително 45 езика, между които и български. KDE се базира на библиотеката QT.

## Основни версии
| дата             | версия |
| ---------------- | --- |
| 14 октомври 1996 | Проектът е анонсиран от Матиас Етрих |
| 12 юли 1998      | K Desktop Environment 1.0 |
| 6 февруари 1999  | K Desktop Environment 1.1 |
| 23 октомври 2000 | K Desktop Environment 2.0 |
| 26 февруари 2001 | K Desktop Environment 2.1 |
| 15 август 2001   | K Desktop Environment 2.2 |
| 3 април 2002     | K Desktop Environment 3.0 |
| 28 януари 2003   | K Desktop Environment 3.1 |
| 3 февруари 2004  | K Desktop Environment 3.2 |
| 19 август 2004   | K Desktop Environment 3.3 |
| 16 март 2005     | K Desktop Environment 3.4 |
| 29 ноември 2005  | K Desktop Environment 3.5 |
| 11 януари 2008   | KDE Software Compilation 4.0 . |
| 29 юли 2008      | KDE Software Compilation 4.1 |
| 27 януари 2009   | KDE Software Compilation 4.2 |
| 4 август 2009    | KDE Software Compilation 4.3 |
| 9 февруари 2010  | KDE Software Compilation 4.4 |
| 10 август 2010   | KDE Software Compilation 4.5 |
| 26 януари 2011   | KDE Software Compilation 4.6 |
| 27 юли 2011      | KDE Software Compilation 4.7 |
| 25 януари 2012   | KDE Software Compilation 4.8 |
| 1 август 2012    | KDE Software Compilation 4.9 |
| 6 февруари 2013  | KDE Software Compilation 4.10 |
| 14 август 2013   | KDE Software Compilation 4.11 |
| 18 декември 2013 | KDE Software Compilation 4.12 |
| 15 юли 2014      | KDE Plasma 5 . Бившия проект K Desktop Environment/KDE Software Compilation се разделя на KDE Plasma, KDE Frameworks и KDE Applications |
| 13 февруари 2024 | KDE Plasma 6 . |

## Полезни адреси
- ((en)) Официална страница на KDE
- ((en)) Страница за приложни програми за работа в KDE
- ((en)) Блаженство за вашите очи: теми, тапети, икони
- ((en)) Форум на KDE ползвателите, място за въпроси и помощ Архив на оригинала от 2006-07-22 в Wayback Machine.
- ((en)) Страница на разработчиците на KDE
- ((en)) „Нежна“ страница за KDE Архив на оригинала от 2007-01-10 в Wayback Machine.